# Alessandro Balzan
Alessandro Balzan (Rovigo, 17 oktober 1980) is een Italiaans autocoureur.

## Carrière
Tot 1998 kartte Balzan, hierna ging hij in de Italiaanse Formule Campus en de Italiaanse Renault Megane Cup Winter Series rijden. Een jaar later reed hij in de Italiaanse Renault Clio V6 Cup Winter Series, samen met enkele ronden van de Italiaanse Renault Megane Cup. In 2000 finishte hij als vierde in de Renault Clio V6 Eurocup. Dat jaar werd hij ook kampioen in de Italiaanse Renault Clio Cup Winter Series. Een tweede titel volgde in 2002, toen hij de Italiaanse Alfa 147 Cup won.
In 2003 promoveerde Balzan naar het ETCC. Hij reed in een Alfa Romeo voor het team Bigazzi Team, en in 2004 reed hij voor JAS Motorsport in een Honda. In 2005 en 2006 reed hij in het Italiaanse Superturismo Kampioenschap.
Hij nam in 2005 deel aan het eerste seizoen van het WTCC, voor het independentsteam Scuderia del Girasole Team in een Seat Toledo. Hij nam deel aan vijf ronden, waarin zijn beste resultaat een elfde plaats was in de tweede ronde op Monza. In de eerste vier ronden van het seizoen 2006 keerde hij terug in het WTCC, deze keer in een Alfa Romeo 156 voor het team DB Motorsport. Hij behaalde een verrassende vierde plaats in race twee op Monza.
In 2007 nam hij deel aan de Superstars Series in een Jaguar S-type. In 2008 reed hij in een Ferrari F430 in het Italiaanse GT-kampioenschap.